# Bulă
Bulă a román viccek tipikus alakja, aki a Ceaușescu-rendszer idején jelent meg a román folklórban. Nevének jelentése 'buborék' vagy 'gömb'. Ugyanakkor a név kezdő B betűjét P-re cserélve a kapott szó románul a hímvessző vulgáris neve.
Şerban Anghelescu etnológus szerint Bulă „paradox egyéniség: idióta és zseniális", Marius Pieleanu szociológus pedig nemtörődöm embernek tartja, aki öniróniával védekezik. Néha együgyű és értetlen, máskor találékony. A viccekben egyszer gyermek vagy tanuló, máskor hivatalnok, elárusító, politikai tiszt vagy az utca embere, de minden alakjában váratlan és találó válaszokat ad.
Az 1990-es években a szólásszabadság eredményeként a viccek eltűntek, velük együtt Bulă is, neve azonban gúnynévként megmaradt a köztudatban; 2012-ben például az egyik képviselő Bulă úrnak nevezte a miniszterelnököt.
2006-ban a Román Televízió A 100 legnagyobb román című műsorában a nézők szavazatai alapján az 59. helyre került.